# Embajada de Colombia en Viena
La Embajada de Colombia en Viena es la Misión Diplomática de la República de Colombia ante la República de Austria encabezada por el Embajadora de Colombia en Austria Laura Gil. Se encuentra en el Innere Stadt, Distrito 1 de Viena, cerca el Parlamento austriaco, la Universidad de Viena, el Rathaus, y el Burgtheater, precisamente en Stadiongasse 6-8 en la intersección de Bartensteingasse, y cuenta con el servicio de la estación de Rathaus.
Actualmente, la Embajada también está acreditada ante la República Checa, la República de Croacia, la República de Eslovaquia, y la República de Eslovenia.
La Embajada está ubicada en un edificio de apartamentos que originalmente fue construido en estilo clásico en 1883, diseñado por arquitecto austriaco Otto Wagner; La Sección Consular de Colombia en Viena también se encuentra en el mismo edificio.